# 高輪
高輪（たかなわ）は、東京都港区の町名。現行行政町名は高輪一丁目から高輪四丁目。住居表示実施済区域。

## 地理
東京都港区の南端に位置し、東京都心の境界に当たる。高輪地区総合支所管内に属する。泉岳寺駅、高輪ゲートウェイ駅、品川駅のそれぞれ西側にあたる。
泉岳寺をはじめとして由緒ある寺社が数多く点在し、緑多き佇まいの閑静な住宅街でもある。町域は幹線道路である国道1号（桜田通り）・国道15号（第一京浜）に挟まれ、JR・新幹線・京急各線の品川駅や都営浅草線の泉岳寺駅と高輪台駅、そして東京メトロ南北線・都営三田線の延伸により設置された白金高輪駅がある。
東海大学付属高輪台高校・中等部、東海大学の高輪キャンパスがあり、文教都市としての側面も持つ。また、町域南側にあたる品川駅高輪口周辺にはプリンスホテルを中心とした大規模なシティホテルが多数立地している。高輪ゲートウェイ駅西側では車両基地跡地を活用して高輪ゲートウェイシティという大規模な再開発が進行された。
坂の多い地形で、全体に南北に長い丘陵地の形をしている。東側はかつては海（江戸湾／東京湾）に面した斜面で、斜面の下を海沿いに東海道が通っていた。東海道は現在の国道15号（第一京浜）であり、江戸の玄関口である高輪大木戸の跡が残されている。西側に下ると国道1号を境に白金・白金台と接する。

### 地価
住宅地の地価は、2025年（令和7年）1月1日の公示地価によれば、高輪1-9-5の地点で188万円/m2、高輪2-12-51の地点で168万円/m2、高輪3-16-8の地点で298万円/m2、高輪4-20-19の地点で175万円/m2となっている。

## 歴史
江戸時代は江戸の町外れで、町人町の他にも高台には諸藩の下屋敷が置かれたことから、明治時代以降に財界人などの邸宅が建ち並ぶ地となった。このため、今でも都心の著名な住宅街の一つとして知られており、2012年と2014年に『週刊ダイヤモンド』誌が行った調査では、いずれも「上場企業の社長/会長が多く住む街ランキング」の第1位になっている。しかし、かつての邸宅の多くは、既にホテルやマンション、公共施設に変わり、失われてしまった。
2000年秋の白金高輪駅開設以来、2004年-2005年を境に桜田通り沿いはタワーマンションが目立つようになった。
さらに2020年3月にはJR高輪ゲートウェイ駅開業とそれに伴う線路の東への移動が予定されている。港区は線路による同じ町丁の分断を避けるため、高輪二・三丁目と三田三丁目をやや広げるなど町区域の変更を予定している。

### 地名の由来
高輪の地名は、戦国時代の軍記物語の中に「高縄原」として書かれていることに由来する。高縄とは高縄手道の略語であり、「高台にある真っ直ぐな道」を意味している。ちょうど丘陵の中心部を南北に走る二本榎通りが、あたかも高い所に張った縄のようであったからと伝えられる。

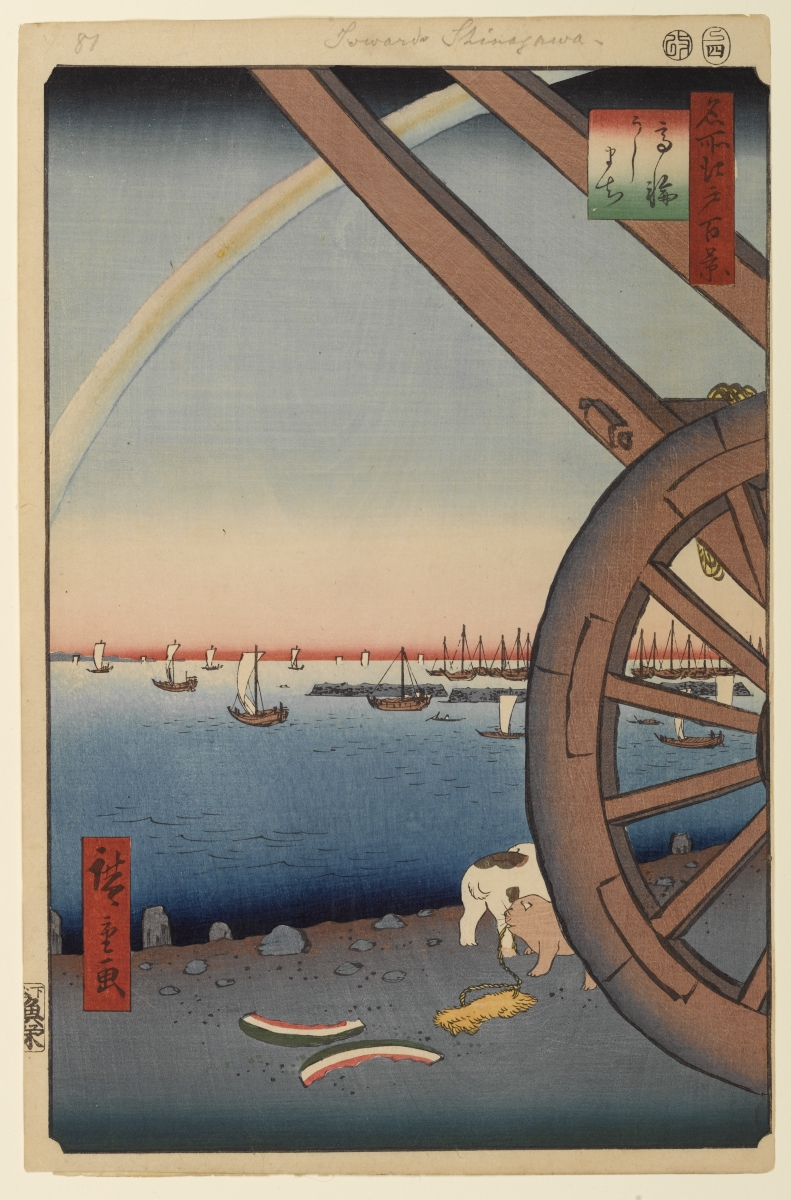
歌川広重

またこのほかに、『吾妻鏡』の中に登場する1189年（文治5年）の奥州合戦の際、鎌倉から成田助綱の御供をした人物の一人として挙がっている高鼻和太郎に因んで高輪の地名がついたとする説もある。

### 沿革
- 1524年（大永4年） - 高輪原の戦い（高縄原の戦い）があり、北条氏綱と上杉朝興の両軍がこの地で衝突し、氏綱が江戸城を勝ち取った。
- 江戸時代初期 - 高輪の地は南北に分かれ、それぞれ武蔵国荏原郡上高輪村・下高輪村となる。
- 1662年（寛文2年） - 荏原郡上高輪村が町奉行支配となり荏原郡より離脱し、新たに芝田町・芝通新町・芝横新町・芝伊皿子町・芝伊皿子台町・芝伊皿子七軒町・芝伊皿子明下町が起立される。上高輪村が消滅した後も、明治初年まではこの地域を総称して上高輪町と呼ぶことがあった。
- 1713年（正徳3年） - 荏原郡下高輪村が町奉行支配となり荏原郡より離脱し、新たに高輪北町・高輪中町・高輪南町・高輪北横町・高輪台町・高輪小台町が起立される。下高輪村が消滅した後も、明治初年まではこの地域を総称して下高輪町と呼ぶことがあった。
- 文化年間初期（1810年頃）葛飾北斎『阿蘭陀画鏡（おらんだえかがみ）江戸八景 高縄』に描かれる（海岸線の景色）。
- 江戸時代後期に「廿六夜待ち」の月の名所として人気を集める。
- 1868年（明治元年） - 東京府の成立に伴い、高輪地区は東京府に所属する。
- 1869年（明治2年） - 高輪地区の町域統廃合が行われる。上高輪町のうち芝伊皿子台町は芝伊皿子町に、芝伊皿子七軒町と芝伊皿子明下町はそれぞれ三田松坂町・芝三田四丁目に編入されて消滅する。また、下高輪町のうち高輪北横町は高輪北町に、高輪中町は高輪南町に、高輪小台町は芝二本榎に編入されて消滅し、寺社地に新たに下高輪町が起立される。
- 1872年（明治5年） - 新橋駅-横浜駅間に日本初の鉄道が開通し、品川駅が高輪南町に開業する。武家地に新たに高輪西台町が起立される。
- 1878年（明治11年） - 芝区の成立に伴い、高輪地区は芝区所属となる。
- 1889年（明治22年）5月1日 - 東京市の成立に伴い、高輪地区は東京市芝区となる。
- 1947年（昭和22年）、芝区が赤坂区・麻布区と合併し、新たに港区が成立する。それに伴い、高輪地区の町名にすべて「芝」の冠称がつく。
- 1967年（昭和42年）7月1日 - 住居表示が実施され、高輪地区に周辺の芝白金地区の一部などを併せて現在の高輪が成立した。

### 変遷
| 実施後     | 実施年月日   | 実施前（各町名ともその一部） |
| ---------- | ------------ | --- |
| 高輪一丁目 | 1967年7月1日 | 芝高輪西台町、芝君塚町、芝白金丹波町、芝二本榎本町、芝二本榎一丁目、芝三田松坂町、 芝伊皿子町、芝白金志田町、芝白金三光町、芝三田台町三丁目 |
| 高輪二丁目 | 1967年7月1日 | 芝車町、芝高輪台町、芝伊皿子町、芝高輪北町、芝二本榎一丁目、芝二本榎二丁目                                                                  |
| 高輪三丁目 | 1967年7月1日 | 芝下高輪町、芝高輪北町、芝高輪南町、芝二本榎二丁目、芝二本榎西町、芝白金猿町                                                                |
| 高輪四丁目 | 1967年7月1日 | 芝高輪南町 |

### 史跡
- 高輪大木戸跡
- 開東閣 - 旧岩崎家高輪別邸。

## 世帯数と人口
2025年（令和7年）4月1日現在（港区発表）の世帯数と人口は以下の通りである。
| 丁目       | 世帯数     | 人口     |
| ---------- | ---------- | -------- |
| 高輪一丁目 | 4,483世帯  | 8,033人  |
| 高輪二丁目 | 3,664世帯  | 6,520人  |
| 高輪三丁目 | 2,524世帯  | 4,693人  |
| 高輪四丁目 | 2,361世帯  | 4,382人  |
| 計         | 13,032世帯 | 23,628人 |

### 人口の変遷
国勢調査による人口の推移。
| 年                 | 人口   |
| ------------------ | ------ |
| 1995年（平成7年）  | 14,796 |
| 2000年（平成12年） | 15,439 |
| 2005年（平成17年） | 18,193 |
| 2010年（平成22年） | 18,723 |
| 2015年（平成27年） | 21,943 |
| 2020年（令和2年）  | 22,403 |

### 世帯数の変遷
国勢調査による世帯数の推移。
| 年                 | 世帯数 |
| ------------------ | ------ |
| 1995年（平成7年）  | 6,795  |
| 2000年（平成12年） | 7,668  |
| 2005年（平成17年） | 9,779  |
| 2010年（平成22年） | 9,960  |
| 2015年（平成27年） | 11,702 |
| 2020年（令和2年）  | 12,140 |

## 学区
区立小・中学校に通う場合、学区は以下の通りとなる（2022年4月現在）。
| 丁目       | 番地    | 小学校             | 中学校             |
| ---------- | ------- | ------------------ | ------------------ |
| 高輪一丁目 | 1～3番  | 港区立白金の丘学園 | 港区立白金の丘学園 |
| 高輪一丁目 | 4〜5番  | 港区立御田小学校   | 港区立三田中学校   |
| 高輪一丁目 | 6〜27番 | 港区立高輪台小学校 | 港区立高松中学校   |
| 高輪二丁目 | 全域    | 港区立高輪台小学校 | 港区立高松中学校   |
| 高輪三丁目 | 全域    | 港区立高輪台小学校 | 港区立高松中学校   |
| 高輪四丁目 | 全域    | 港区立高輪台小学校 | 港区立高松中学校   |

## 交通

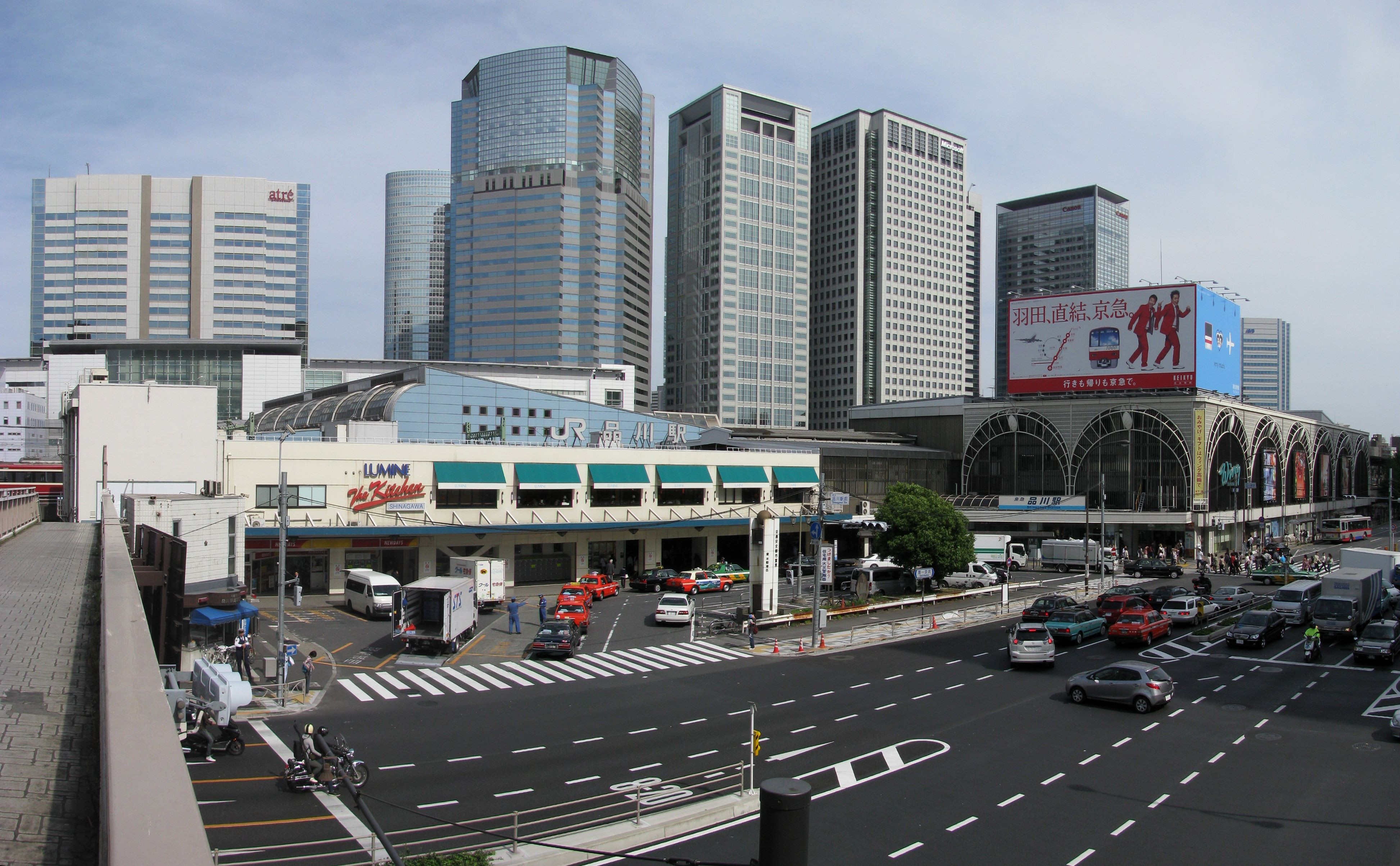
品川駅高輪口

### 鉄道
- 品川駅
  -  東日本旅客鉄道（JR東日本） 東海道線（ 上野東京ライン）・ 横須賀線・ 山手線・ 京浜東北線
  -  東海旅客鉄道（JR東海）  東海道新幹線 - 駅の所在地は港南。
  -  京浜急行電鉄  本線
- 白金高輪駅
  -  東京地下鉄（東京メトロ）  南北線・  東京都交通局（都営地下鉄）  三田線
- 泉岳寺駅
  -  東京都交通局（都営地下鉄） 浅草線・  京浜急行電鉄  本線
- 高輪台駅
  -  東京都交通局（都営地下鉄） 浅草線 - 駅の所在地は白金台。

### バス
- 都営バス
  - 品97、反96、反94、品93、反90、田87
- 東急バス
  - 東98、渋43
- 港区コミュニティバス「ちぃばす」
  - 高輪ルート

### 道路
- 国道1号（桜田通り） - 魚籃坂下交差点-高輪台交差点
- 国道15号（第一京浜） - 泉岳寺交差点-八ツ山橋交差点
- 東京都道312号白金台町等々力線（目黒通り） - 清正公前交差点
- 東京都道415号高輪麻布線 - 魚籃坂下交差点-泉岳寺交差点
- 魚籃坂
- 名光坂
- 天神坂
- 伊皿子坂

## 事業所
2021年（令和3年）現在の経済センサス調査による事業所数と従業員数は以下の通りである。
| 丁目       | 事業所数    | 従業員数 |
| ---------- | ----------- | -------- |
| 高輪一丁目 | 254事業所   | 2,352人  |
| 高輪二丁目 | 397事業所   | 6,214人  |
| 高輪三丁目 | 634事業所   | 13,398人 |
| 高輪四丁目 | 374事業所   | 9,303人  |
| 計         | 1,659事業所 | 31,267人 |

### 事業者数の変遷
経済センサスによる事業所数の推移。
| 年                 | 事業者数 |
| ------------------ | -------- |
| 2016年（平成28年） | 1,564    |
| 2021年（令和3年）  | 1,659    |

### 従業員数の変遷
経済センサスによる従業員数の推移。
| 年                 | 従業員数 |
| ------------------ | -------- |
| 2016年（平成28年） | 36,572   |
| 2021年（令和3年）  | 31,267   |

## 施設

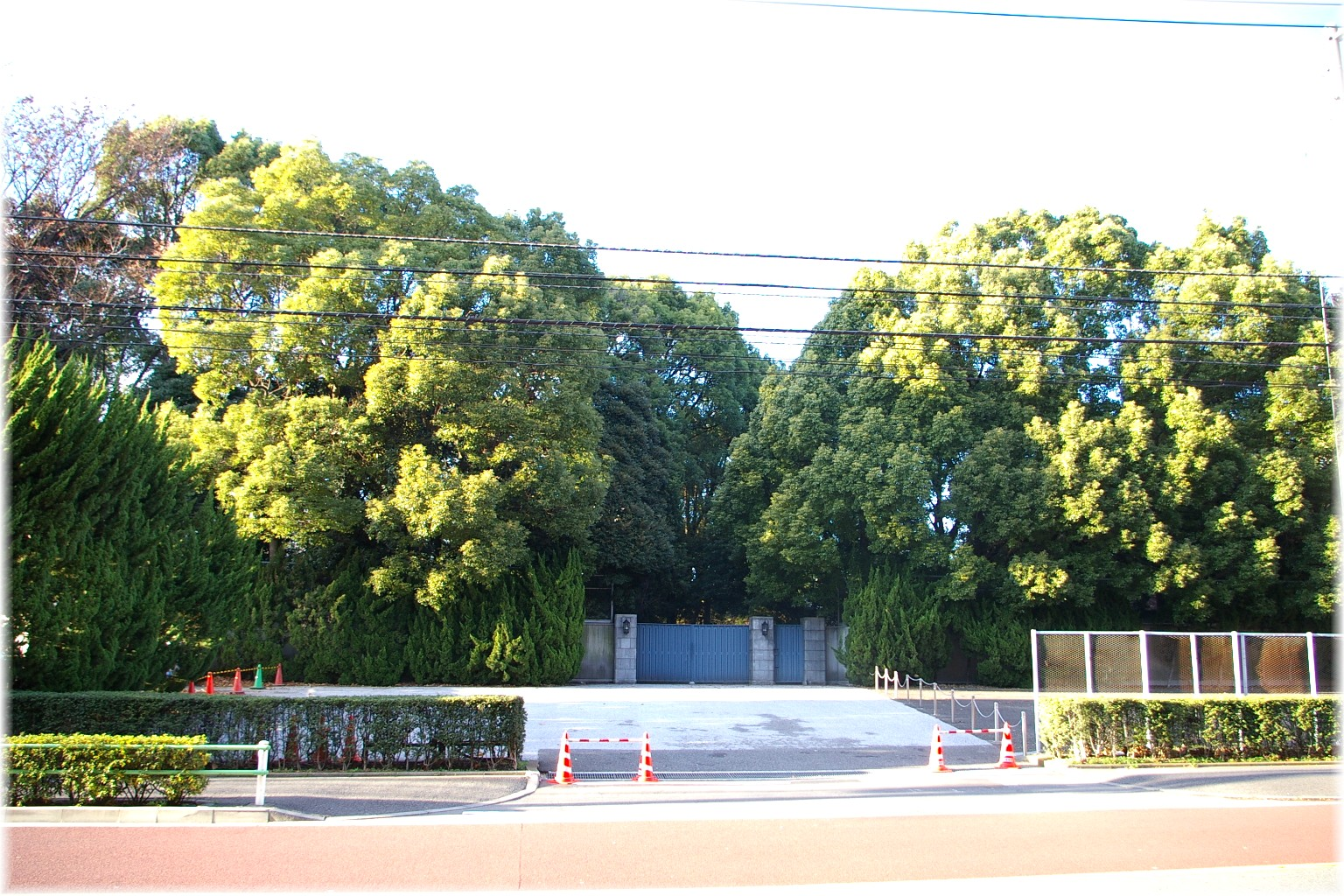
仙洞仮御所（高輪皇族邸）

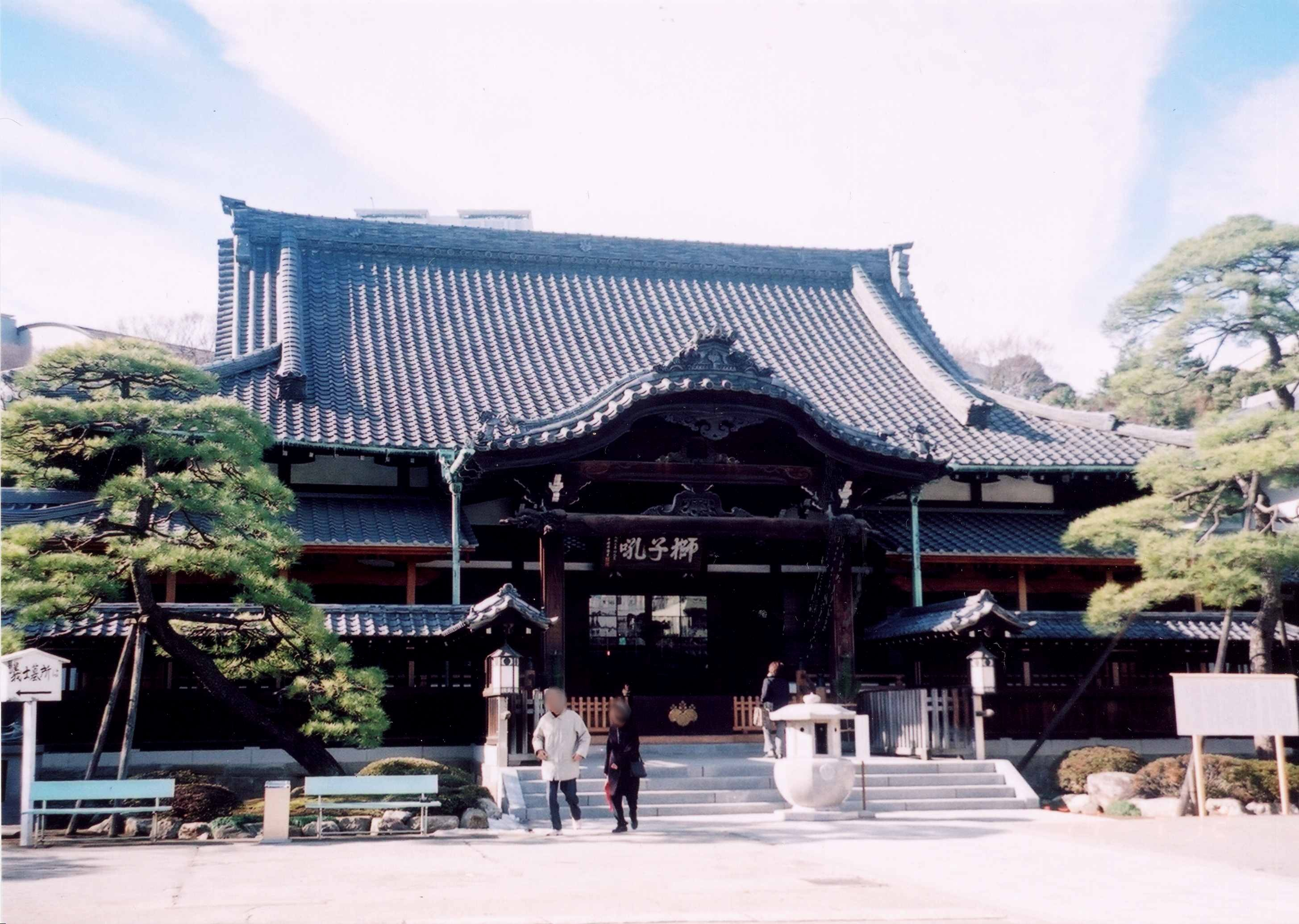
泉岳寺

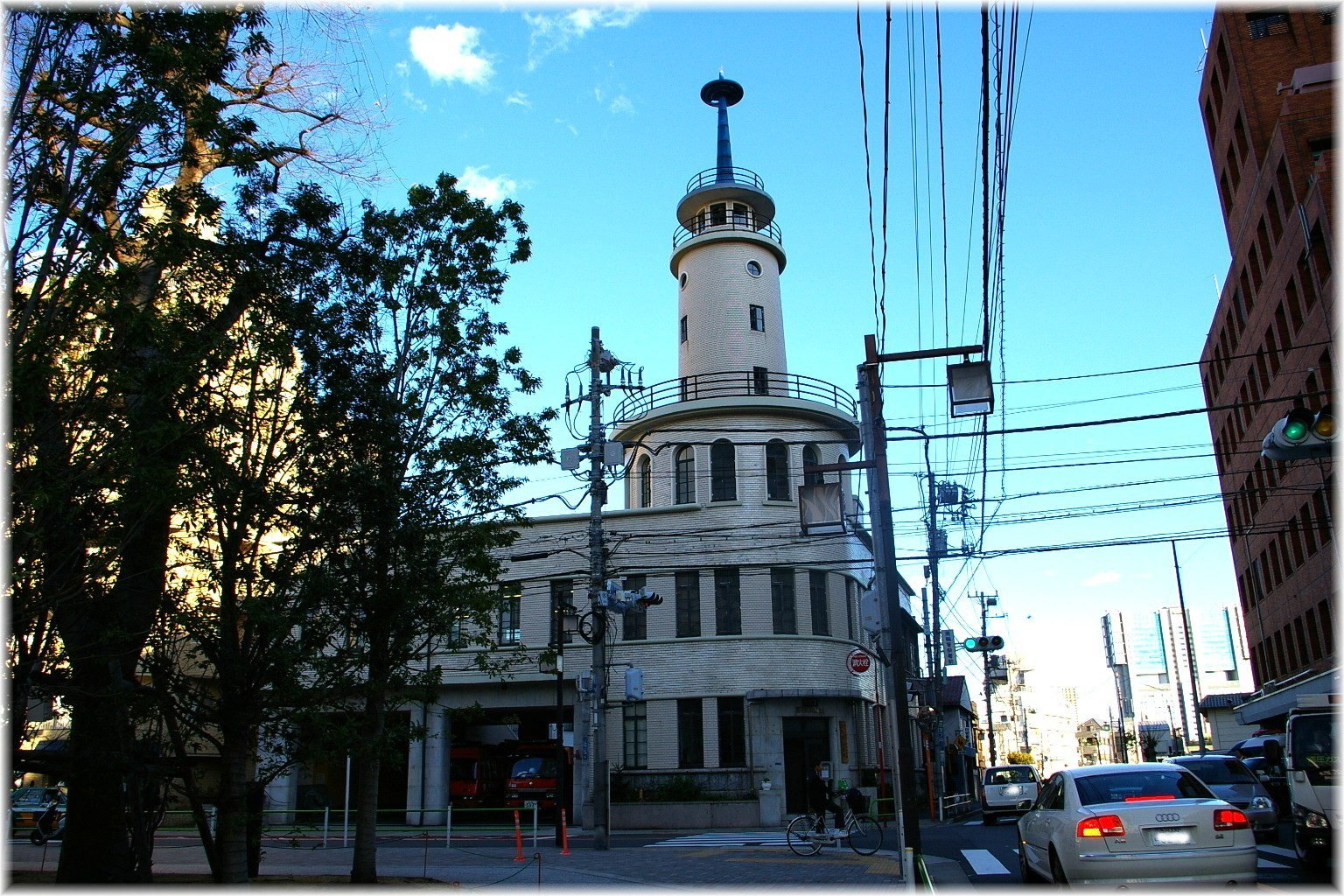
高輪消防署二本榎出張所

### 高輪一丁目
- 仙洞仮御所（高輪皇族邸）
- 高輪地区総合支所
- 港区立高輪図書館
- 港区立高松中学校
- シティタワー高輪
- 高輪ザ・レジデンス
- 源昌寺 - 曹洞宗の仏教寺院。
- 広岳院 - 曹洞宗の仏教寺院。
- 古寿老稲荷神社
- 丸山神社

### 高輪二丁目
- 泉岳寺
- NHK交響楽団
- イラク大使館
- ウズベキスタン大使館
- 港区立高輪台小学校
- 高輪中学校・高等学校
- 東海大学（高輪キャンパス）
- 東海大学付属高輪台高等学校・中等部
- スリランカ大使館
- 高輪消防署二本榎出張所
- 願生寺 - 浄土宗の仏教寺院。
- 承教寺 - 日蓮宗の仏教寺院。
- 證誠寺 - 浄土真宗本願寺派の仏教寺院。
- 道往寺 - 浄土宗の仏教寺院。
- 高輪神社
- 泉岳寺駅前郵便局
- 高輪二郵便局

### 高輪三丁目
- 高輪警察署
- 高野山東京別院
- エチオピア大使館
- マラウイ大使館
- 味の素食の文化センター
- タマホーム本社
- 東禅寺 - 臨済宗妙心寺派の仏教寺院。
- 東京高輪病院
- ザ・プリンス さくらタワー東京
- グランドプリンスホテル高輪
- グランドプリンスホテル新高輪
- ザ・ヒルトップタワー高輪台
- パークタワー高輪
- 高輪台郵便局
- 品川駅前郵便局

### 高輪四丁目
- 品川プリンスホテル
- アイスランド大使館
- セルビア大使館
- 小糸製作所本社
- テクマトリックス本社
- 公文教育研究会東京本社
- 高山稲荷神社

## 治安
2024年に警視庁が取りまとめた『令和5年区市町村の町丁別、罪種別及び手口別認知件数』では、高輪三丁目で2023年に発生した犯罪認知件数は236件とされており、東京23区の中で14番目に多い町とされている。

## その他

### 日本郵便
- 郵便番号 : 108-0074[4]（集配局 : 高輪郵便局[18]）。